# Julius August Wagenmann
Julius August Wagenmann (né le 23 novembre 1823 à Berneck et mort le 27 août 1890 à Tübingen) est professeur ordinaire de théologie protestante à l'université Georges-Auguste de Göttingen, et rédacteur en chef du Zeitschrift für deutsche Theologie. Surtout, il écrit des parties importantes pour l'Allgemeine Deutsche Biographie.

## Biographie
Julius August Wagenmann est originaire du Wurtemberg et étudie la théologie à Tübingen de 1841 à 1845 et devient membre de la Burschenschaft Nordland, plus tard de Verbindung Normannia Tübingen (de). Il travaille ensuite comme maître de conférences au séminaire de Blaubeuren (de) de 1846 à 1848 et au monastère évangélique de Tübingen de 1849 à 1851. En 1852, il devient diacre et en 1857 archidiacre à Göppingen. Le 20 mars 1861, il reçoit une licence en théologie de la Faculté de théologie de l'Université de Tübingen. De là, il est nommé à l'Université de Göttingen en 1861 et y enseigne jusqu'à sa mort tout en visitant son pays.
Wagenmann se caractérise par une mémoire encyclopédique, notamment sur des sujets liés à l'histoire de l'Église. Il écrit également des articles pour diverses encyclopédies et l'Allgemeine Deutsche Biographie. Il est également rédacteur en chef du Zeitschrift für deutsche Theologie. Malgré toutes ces activités variées, il ne parvient pas à écrire ses propres livres.
Wagenmann est philistin honoraire du Göttinger Wingolf (de). Le 8 novembre 1862, l'université de Göttingen lui décerne le titre de docteur honoris causa en théologie.
Son fils August Wagenmann (de) est professeur d'ophtalmologie ; son autre fils Karl Wagenmann (de) est vice-président spirituel du bureau régional de l'église de Hanovre.

## Travaux
- Allgemeine Deutsche Biographie, Artikel von Julius August Wagenmann. 1875–1912.